# Francesco Severi
Francesco Severi (Arezzo, 13 de abril de 1879 – Roma, 8 de dezembro de 1961) foi um matemático italiano.

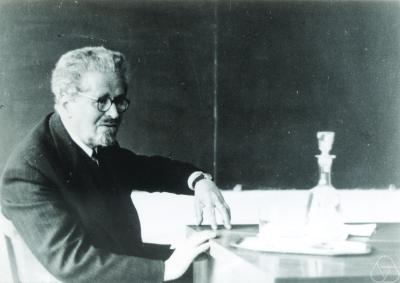
Francesco Severi (foto por Konrad Jacobs)

É famoso por suas contribuições à geometria algébrica e a teoria das funções de diversas variáveis complexas. Tornou-se um líder efetivo da escola italiana de geometria algébrica. Juntamente com Federigo Enriques recebeu o Prêmio Bordin da Académie des Sciences.
Contribuiu de forma destacada para a geometria birracional, a teoria das superfícies algébricas, em particular as curvas sobre elas, a teoria dos espaços de médulo e a teoria das funções de diversas variáveis complexas. Escreveu prolificamente, e algumas de suas obras foram subsequentemente mostradas não serem rigorosas de acordo com os então estabelecidos novos conjuntos de padrões em particular por Oscar Zariski e David Mumford.
Em 1932 apresentou uma palestra em plenário no Congresso Internacional de Matemáticos em Zurique (La théorie générale des fonctions analytiques de plusieurs variables et la géométrie algébrique). Em 1923 foi eleito membro da Academia Leopoldina.
Morreu em Roma vitimado por câncer.

## Publicações selecionadas
Todo o trabalho matemático de Francesco Severi, exceto todos os seus livros, está coletado nos seis volumes de sua "Opere Matematiche".
- Severi, Francesco (2 de março de 1931), «Sur une propriété fondamentale des fonctions analytiques de plusieurs variables», Comptes rendus hebdomadaires des séances de l'Académie des sciences (em francês), 192: 596–599, Zbl 0001.14802, disponível em Gallica. O artigo contendo a primeira prova do teorema de Morera para funções holomórficas de diversas variáveis.
- Severi, Francesco (1931a), «Risoluzione del problema generale di Dirichlet per le funzioni biarmoniche» [Solution of the general Dirichlet problem for biharmonic functions], Rendiconti della Accademia Nazionale dei Lincei, Classe di Scienze Fisiche, Matematiche e Naturali, series 6, (em italiano), 13: 795–804, JFM 57.0393.01, Zbl 0002.34202. O anúncio da solução do problema de Dirichlet para funções pluriharmônicas para domínios com fronteiras analíticas reais.
- Severi, Francesco (1932), «Una proprietà fondamentale dei campi di olomorfismo di una funzione analitica di una variabile reale e di una variabile complessa» [A fundamental property of the domain of holomorphy of an analytic function of one real variable and one complex variable], Rendiconti della Accademia Nazionale dei Lincei, Classe di Scienze Fisiche, Matematiche e Naturali, series 6, (em italiano), 15: 487–490, JFM 58.0352.05, Zbl 0004.40702. Neste artigo Severi descreve a "passagem do real para complexo", método que ele desenvolveu a fim de lidar com diversos problemas na teoria de funções de múltiplas variáveis complexas.
- Severi, Francesco (1942–1943), «A proposito d'un teorema di Hartogs» [About a theorem of Hartogs], Commentarii Mathematici Helvetici (em italiano), 15 (1): 350–352, MR 0010730, Zbl 0028.15301. Neste trabalho Severi apresenta a prova do teorema da extensão de Hartog.
- Severi, Francesco (1958), Lezioni sulle funzioni analitiche di più variabili complesse – Tenute nel 1956–57 all'Istituto Nazionale di Alta Matematica in Roma [Lectures on analytic functions of several complex variables – Lectured in 1956–57 at the Istituto Nazionale di Alta Matematica in Rome] (em italiano), Padova: CEDAM – Casa Editrice Dott. Antonio Milani, pp. XIV+255, Zbl 0094.28002. Notas de um curso apresentado por Francesco Severi no at the Istituto Nazionale di Alta Matematica (que atualmente leva seu nome), contendo apêndices de Enzo Martinelli, Giovanni Battista Rizza e Mario Benedicty.
- Severi, Francesco (1971), Opere matematiche. Memorie e note Vol. I (PDF) (em italiano), Roma: Accademia Nazionale dei Lincei (distributed by Bardi Editore), pp. XLII+491, MR 0701703, Zbl 0582.01027 (available from the "Edizione Nazionale Mathematica Italiana"). His "Mathematical works, Memoirs and Notes": the complete collection, with the exception of books, of Francesco Severi's scientific contributions. Obras reimpressas em italiano, francês e alemão, retendo sua linguagem original em uma forma tipográfica melhorada com correções de erros tipográficos e supervisão do autor; também foi adicionado um comentário de Severi em diversos artigos. Volume I obras coletadas publicadas de 1900 a 1908.
- Severi, Francesco (1974), Opere matematiche. Memorie e note Vol. II (PDF) (em italiano), Roma: Accademia Nazionale dei Lincei (distributed by Bardi Editore), MR 0701702, Zbl 0582.01027 (available from the "Edizione Nazionale Mathematica Italiana"). His "Mathematical works, Memoirs and Notes": the complete collection, with the exception of books, of Francesco Severi's scientific contributions. Obras reimpressas em italiano, francês e alemão, retendo sua linguagem original em uma forma tipográfica melhorada com correções de erros tipográficos e supervisão do autor; também foi adicionado um comentário de Severi em diversos artigos. Volume II obras coletadas publicadas de 1909 a 1917.
- Severi, Francesco (1977), Opere matematiche. Memorie e note Vol. III (PDF) (em italiano), Roma: Accademia Nazionale dei Lincei (distributed by Bardi Editore), MR 0701700, Zbl 0582.01027 (available from the "Edizione Nazionale Mathematica Italiana"). His "Mathematical works, Memoirs and Notes": the complete collection, with the exception of books, of Francesco Severi's scientific contributions. Obras reimpressas em italiano, francês e alemão, retendo sua linguagem original em uma forma tipográfica melhorada com correções de erros tipográficos e supervisão do autor; também foi adicionado um comentário de Severi em diversos artigos. Volume III obras coletadas publicadas de 1918 a 1932.
- Severi, Francesco (1980), Opere matematiche. Memorie e note Vol. IV (PDF) (em italiano), Roma: Accademia Nazionale dei Lincei (distributed by Bardi Editore), MR 0701701, Zbl 0582.01027 (available from the "Edizione Nazionale Mathematica Italiana"). His "Mathematical works, Memoirs and Notes": the complete collection, with the exception of books, of Francesco Severi's scientific contributions. Obras reimpressas em italiano, francês e alemão, retendo sua linguagem original em uma forma tipográfica melhorada com correções de erros tipográficos e supervisão do autor; também foi adicionado um comentário de Severi em diversos artigos. Volume IV obras coletadas publicadas de 1933 a 1941.
- Severi, Francesco (1988), Opere matematiche. Memorie e note Vol. V (PDF) (em italiano), Roma: Accademia Nazionale dei Lincei (distributed by Bardi Editore), MR 1030994 (available from the "Edizione Nazionale Mathematica Italiana"). His "Mathematical works, Memoirs and Notes": the complete collection, with the exception of books, of Francesco Severi's scientific contributions. Obras reimpressas em italiano, francês e alemão, retendo sua linguagem original em uma forma tipográfica melhorada com correções de erros tipográficos e supervisão do autor; também foi adicionado um comentário de Severi em diversos artigos. Volume V obras coletadas publicadas de 1942 a 1948.
- Severi, Francesco (1989), Opere matematiche. Memorie e note Vol. VI (PDF) (em italiano), Roma: Accademia Nazionale dei Lincei (distributed by Bardi Editore), MR 1030995 (available from the "Edizione Nazionale Mathematica Italiana"). His "Mathematical works, Memoirs and Notes": the complete collection, with the exception of books, of Francesco Severi's scientific contributions. Obras reimpressas em italiano, francês e alemão, retendo sua linguagem original em uma forma tipográfica melhorada com correções de erros tipográficos e supervisão do autor; também foi adicionado um comentário de Severi em diversos artigos. Volume VI obras coletadas publicadas de 1949 a 1961.

### Artigos emScientia
- (em italiano) Ipotesi e realta nelle scienze geometriche, Scientia: rivista internazionale di sintesi scientifica, 8, 1910, pp. 1–29
- (em italiano) Esame delle obiezioni d'ordine generale contro la relatività del tempo, Scientia: rivista internazionale di sintesi scientifica, 37, 1925, pp. 77–86
- (em italiano) Elementi logici e psicologici dei principi di relatività, Scientia: rivista internazionale di sintesi scientifica, 37, 1925, pp. 1–10
- (em italiano) Materia e causalità, energia e indeterminazione, Scientia: rivista internazionale di sintesi scientifica, 81, 1947, pp. 49–59
- (em italiano) Leonardo e la matematica, Scientia: rivista internazionale di sintesi scientifica, 88, 1953, pp. 41–44
- (em italiano) I fondamenti logici della relatività, Scientia: rivista internazionale di sintesi scientifica, 90, 1955, pp. 277–282
- (em italiano) La matematica nella prima metà del secolo XX, Scientia: rivista internazionale di sintesi scientifica, 92, 1957, pp. 20–26

#### Revisões
- (em francês) Albert Einstein, L'ether et la theorie de la relativité, Scientia: rivista internazionale di sintesi scientifica, 91, 1956, pp. 42–43
- (em francês) Eric Temple Bell, Les mathematiques reines et servantes des sciences, Scientia: rivista internazionale di sintesi scientifica, 90, 1955, pp. 371–372
- (em francês) Nicolau de Cusa, Die Mathematische Schriften, Scientia: rivista internazionale di sintesi scientifica, 89, 1954, pp. 34–34
- (em francês) Ludovico Geymonat, Saggi di Filosofia neorazionalista, Scientia: rivista internazionale di sintesi scientifica, 89, 1954, pp. 176–176
- (em francês) Norbert Wiener, Introduzione alla cibernetica, Scientia: rivista internazionale di sintesi scientifica, 88, 1953, pp. 312–313
- (em italiano) Eric Temple Bell, I grandi Matematici, Scientia: rivista internazionale di sintesi scientifica, 86, 1951, pp. 183–184
- (em italiano) Richard Courant e Herbert Robbins, Che cos'è la matematica?, Scientia: rivista internazionale di sintesi scientifica, 86, 1951, pp. 278–279
- (em francês) Gottlob Frege, Aritmetica e Logica, Scientia: rivista internazionale di sintesi scientifica, 84, 1949, pp. 144–144